# پاتریک کووانک
پاتریک رابرت کووانک (Patrick Robert Chovanec) (متولد ۱۴ فوریه ۱۹۷۰)، استراتژیست ارشد آمریکایی در شرکت «مدیریت دارایی سیلورکرست» و استاد معین در مدرسه امور بین‌الملل و عمومی در دانشگاه کلمبیا است. او استاد پیشین در مدرسه اقتصاد و مدیریت دانشگاه چینهوا در پکن، چین و دستیار پیشین رهبران ارشد حزب جمهوری‌خواه در ایالات متحده بوده و یک صاحب‌نظر در امور اقتصاد چین و جهان است. وبلاگ وی توسط وال‌استریت ژورنال به عنوان یکی از «بهترین وبلاگ‌های اقتصادی» در ۲۰۱۰ میلادی خوانده شد. در ۲۰۱۴ میلادی، بیزنس اینسایدر او را یکی از «۱۰۲ متخصص مالی برتر عنوان کرد که باید در تویتر تعقیب نمایید».

## زندگی‌نامه

### اوایل زندگی و تحصیلات
پاتریک کووانک در ۱۴ فوریه ۱۹۷۰ در لاگرینج، ایلینوی زاده شده و در نزدیکی وسترن اسپرینگ، ایلینوی که در حومه غربی شیکاگو واقع شده است، پرورش یافت. او در مدرسه پیش‌دانشگاهی سنت اگناتیوس در شیکاگو پذیرفته شده و هنگام فراغت در ۱۹۸۸ میلادی، وی یکی از ۱۴۱ جوان آمریکایی بود که به کاخ سفید دعوت گردیده و از جانب رئیس‌جمهوری رونالد ریگان به عنوان شاگرد ممتاز مورد تقدیر قرار گرفت. نخستین سفر وی به چین در ۱۹۸۶ میلادی انجام شده و در مدت زمانی که او دانشجوی کالج بود به مناطق مختلف در سراسر آسیای شرقی، آسیای مرکزی و شبه‌قاره هند سفر نمود، از جمله برای مدتی کوتاه به عنوان داوطلب در خانهٔ کالیگهاتِ مادر ترزا برای بیماران لاعلاج در کلکته، هند کار کرد. وی پس از اتمام پایان‌نامه ۱۰۸ صفحه‌ای خود تحت عنوان «مدل‌سازی اقتصاد غیررسمی: مورد مکزیکو سیتی» تحت سرپرستی کریستیانا پاکسون، با دریافت مدرک A.B در رشته اقتصاد از دانشگاه پرینستون فارغ‌التحصیل گردید. سپس وی مدرک مدیریت ارشد کسب‌وکار (MBA) خود را در رشته مالی و حسابداری (۲۰۰۵ میلادی) از مدرسه وارتون دانشگاه پنسیلوانیا کسب نموده و با درجه ممتاز پالمر در ردهٔ ۵ درصد دانشجویان برتر کلاس خود از این مدرسه فارغ‌التحصیل گردید. پس از به‌دست آوردن بورسیه سپاه آموزشی نیروی ذخیره (ROTC) در دانشگاه پرینستون، او برای نُه سال به عنوان افسر حمل و نقل و لجستیک در ذخیره نیروی زمینی ایالات متحده خدمت نمود.

### حرفه
پس از فراغت از کالج، کووانک به عنوان معاون سیاست‌گذاری استراتژیست جمهوری‌خواه، ویلیام کریستول در پروژه آینده جمهوری‌خواه کار کرد. یادداشت‌های فاکس این پروژه که به رهبران جمهوری‌خواه فرستاده شده و کووانک نیز در آن نقش داشت، به‌خاطر پایه‌ریزی شکست سیاسی برنامه سلامت کلینتون در ۱۹۹۳ میلادی مورد تحسین قرار گرفت. پس از آنچه به عنوان انقلاب جمهوری‌خواهی ۱۹۹۴ یاد می‌گردد که طی آن حزب جمهوری‌خواه اکثریت کرسی‌های کنگره را به‌دست‌آورد، کووانک برای رئیس مجلس نمایندگان ایالات متحده، جان بینز که در آن زمان رئیس فراکسیون کنفرانس جمهوری‌خواهان کنگره بود، کار می‌کرد. به عنوان ویراستار لیجسلیتیو دایجیست (Legislative Digest)، کووانک مسئول ارتباطات داخلی و تحلیل مسائل قانونی برای تمامی نمایندگان جمهوری‌خواه کنگره بوده و در هماهنگ‌سازی رساندن مفهوم قرارداد با آمریکا نقش مرکزی را ایفا نمود. کووانک مستقیماً به باری جاکسون گزارش می‌داد، کسی که چندی بعد به عنوان معاون رئیس دفتر رئیس‌جمهوری ایالات متحده، کارل روف خدمت نموده و بعدتر جایگزین روف شده و مشاور ارشد سیاسی رئیس‌جمهوری جرج دبلیو. بوش شد.
در ۲۰۰۰ میلادی، کووانک از سوی مجله انستیتوتشنل انویستر استخدام گردید تا به عنوان رئیس مؤسسه آسیا-اقیانوسیه آن‌ها مقیم هنگ کنگ که مجمعی برای رؤسای ارشد موسسات مالی بود، خدمت نماید. چندی بعد وی مجمع مشابهی، مؤسسه درآمد ثابت جهانی مقیم لندن را رهبری کرد که برای سرمایه‌گذاران اوراق قرضه ارشد اروپایی برگزار شده بود. پس از کسب مدرک کارشناسی ارشد خود، کووانک به آسیا برگشت تا به عنوان یک سرمایه‌گذار خصوصی روی یک سری وجوه که اساساً متمرکز بر چین بود، کار کند.
از ۲۰۰۸ تا ۲۰۱۳ میلادی، کووانک به عنوان دانشیار در مدرسه اقتصاد و مدیریت دانشگاه چینهوا مقیم پکن، در برنامه بین‌المللی کارشناسی ارشد مدیریت کسب‌وکار به زبان انگلیسی، تدریس نمود. او مضامین روابط تجاری ایالات متحده و چین، بازار و محیط قانون‌گذاری ایالات متحده برای شرکت‌های خارجی و تاریخ تجاری ایالات متحده را تدریس می‌کرد. خارج از کلاس درسی، کووانک به عنوان مشاور خصوصی برای چندین شرکت فرچون ۵۰۰، صندوق‌های پوششی، صندوق سهام اختصاصی و دولت‌های خارجی در ارتباط به چین، خدمت می‌کرد. وی همچنین ریاست کمیته توسعه سیاست عمومی در اتاق بازرگانی آمریکا در چین (Amcham China) را بر عهده داشت، جای که وی در راستای هماهنگی انتشارات سالانه اوراق سفید سیاست عمومی اجتماع تجاری آمریکایی در مورد چین و در رابطه با نظرسنجی جو تجاری اتاق بازرگانی، همکاری نمود.
در مارس ۲۰۱۳، کووانک به عنوان مدیر عامل اجرائی و استراتژیست ارشد به شرکت مدیریت دارایی سیلورکرست پیوست (Silvercrest Asset Management Group). شرکت مدیریت دارایی سیلورکرست به نمایندگی از خانواده‌ها و موسسه‌های منتخب ثروت‌مند از ۱۸٫۶ میلیارد سرمایه‌گذاری آن‌ها نظارت می‌نماید. وی همچنین به عنوان استاد معین در مدرسه امور بین‌الملل و عمومی در دانشگاه کلمبیا تدریس می‌کند.
کووانک یک صاحب‌نظر همیشگی هم در رسانه‌های بین‌المللی و هم در رسانه‌های چینی است. بینش‌های وی پیرامون مسائل اقتصادی، بازرگانی، سیاسی و فرهنگی چین در شبکه‌های سی‌ان‌ان، بی‌بی‌سی، پی‌بی‌اس، ان‌پی‌آر، سی‌بی‌اس، ای‌بی‌سی، سی‌ان‌بی‌سی، صدای آمریکا و بلومبرگ ال.پی. و همچنین در روزنامه‌های تایم، نیوزویک، وال‌استریت ژورنال، فایننشال تایمز، اکونومیست، بزنیست‌ویک، فارین افرز، فارین سیاست، آتلانتیک، نیویورک تایمز، واشینگتن پست، گاردین، ال‌ای تریبون، کریسچن ساینس مانیتور، شیکاگو تریبون، لس‌آنجلس تایمز، او ایستادو دی اس. پاورو و موتلی فول به نشر رسیده‌است. وی همچنین یکی از فعالان همیشگی در فوربز، چاینا ایکنامیک رویو، سی‌سی‌تی‌وی نیوز، رادیو بین‌المللی چین، الجزیره و سیکینگ آلفا است.
او به عنوان مهمان سخنرانی‌های علمی-تدریسی در دانشگاه هاروارد، مدرسه مدیریت اسلوان ام‌آی‌تی، مدرسه وارتون، مدرسه مطالعات پیشرفته بین‌المللی پال اچ. نیتس و آکادمی نظامی ایالات متحده در ویست پاینت داشته و همچنین در شورای روابط خارجی، شورای روابط جهانی شیکاگو، مرکز بین‌المللی دانشوران وودرو ویلسون و مدرسه حزب مرکزی چین سخنرانی نموده‌است. او عضو ارشد مؤسسه گلدواتر، اندیشکدهٔ سیاست‌گذاری عمومی مستقر در آریزونا بوده و در شورای بین‌المللی رئیس مدرسه مطالعات سیاست عمومی هاریس در دانشگاه شیکاگو خدمت می‌نماید.
کووانک یک حساب‌دار عمومی گواهی‌شده (CPA) بوده و گواهی‌نامه وی در ایالت ایلینوی به ثبت رسیده‌است.

## نوشته‌جات و تفسیرات

### بازار املاک و مستغلات چین
کووانک از جمله نخستین صاحب‌نظرانی بود که تهدید ایجاد یک حباب در بازار املاک و مستغلات چین را در اوایل بحران مالی جهانی برجسته ساخت. در مقالهٔ در ژوئن ۲۰۰۹ میلادی که در مجله فار ایسترن ایکنامیک رویو به نشر رسید، او این ایده را به معرفی گرفت که پس‌انداز کنندگان چینی چندین واحد مسکونی را به‌طور ذخیره‌ای نگه‌می‌دارند و با میل خود آن‌ها را، به عنوان یک «ذخیره باارزش» همانند طلا، خالی نگه می‌دارند. او سه علت اصلی را برای این رفتار شناسایی کرد: (۱) فقدان بدیل‌های جذاب سرمایه‌گذاری، با درنظر داشتن بسته بودن حساب سرمایه چین، (۲) اسناد پیگیری محدود، با درنظر داشتن این‌که پس از خصوصی‌سازی مالکیت خانه در دهه ۱۹۹۰ میلادی در چین، بازار املاک و مستغلات در این کشور هیچگاه به کسادی پایدار مواجه نشده‌است و (۳) هزینه‌های نگهداری حداقل، به‌ویژه نبود مالیات سالانه بر دارایی. کووانک استدلال می‌نماید که علی‌رغم تقاضای شدید به مسکن به علت افزایش درآمد و شهری سازی در چین، این عوامل بازار را منحرف نموده و یک تقاضای معلق دوامدار اما در نهایت ناپایدار را برای خانه‌های لوکس ایجاد نموده‌است. او همچنین استدلال می‌نماید که رونق وام در چین در واکنش به بحران مالی جهانی که ناشی از انگیزش دولت است، باعث ایجاد یک حباب کلاسیک وام مسکن در بازار مسکن و مستغلات تجاری شده‌است. کووانک می‌گوید که هرچند ریسک سیستمی ممکن است نسبت به حالاتی که موجب بحران مسکن ایالات متحده گردید به‌طور اساسی متفاوت بنظر برسد، با این حال بانک‌های چینی به علت روش شایع ارایه وام به تجارت‌ها بر مبنای ارزش‌های متورم زمین به عنوان وثیقه، در معرض جدی بازار املاک قرار دارند. در اواخر سال ۲۰۱۱، کووانک در مقالهٔ که در مجله فارین افرز به نشر رسید، توجه مردم را به‌سوی کسادی در قیمت‌های املاک و حجم معاملات در چین جلب نموده و پیشنهاد نمود که «حباب» ممکن است ظاهر شده باشد. او از آن زمان به بعد استدلال نموده‌است که برداشتن محدودیت‌های دولت مرکزی بر خریداری چندین خانه، همراه با یک تشویق مجدد برای ساخت و ساز مسکن عمومی با کمک دولتی، برای تغییردادن اوضاع بازار – آن‌گونه که معمولاً امید می‌رود – در صورت مواجهه با آنچه کووانک آن را به عنوان یک اصلاح اساسی تر می‌داند، کافی نخواهد بود.

### محرک‌های اقتصادی پسا-بحران چین
کووانک همواره از بسته مشوق اقتصادی چین در واکنش به بحران مالی جهانی انتقاد نموده‌است، هرچند او معترف است که رهبران چین ممکن در آغاز بحران این‌گونه احساس نمودند که جایگزین اندکی دارند. او اظهار داشته‌است، چالشی که چین با آن مواجه است کمیت تولید ناخالص داخلی نیست، بلکه کیفیت تولید ناخالص داخلی است (سرمایه‌گذاری‌های اقتصادی که چین را در آینده در موقعیت رشد پایدار قرار می‌دهد) و او همچنین مطلوبیت اقتصادی بیشتر پروژه‌های دولتی که برای تسریع نرخ کوتاه-مدت تولید ناخالص داخلی چین و رسیدن به هدف دولتی ۸ درصد، طراحی شده‌است را زیر سؤال می‌برد. با آغاز ماه می ۲۰۰۹، او نوشت که رونق جاری در وام دهی از سوی بانک‌های دولتی چین می‌تواند مقروضیت بزرگی را بر آن‌ها متحمل نموده و اصلاحاتی که به ارزش یک دهه، به هدف تبدیل کردن این بانک‌ها به نهادهای مالی معتبر انجام شده‌است، را معکوس نماید. وی همچنین استدلال می‌نماید که رونق در وام دهی، با افزایش ۵۰ درصدی عرضه پول طی دو سال گذشته در چین، علی‌رغم گزارش‌ها افزایش پایین در شاخص قیمت مصرف‌کننده (CPI)، باعث ایجاد فشار بزرگ تورمی در اقتصاد چین شده‌است. کووانک با این استدلال که افزایش حجم پول در چین به‌سوی تورم دارایی از جمله املاک و مستغلات، طلا، یشم سبز و سایر پس‌اندازهای ملموس مسیردهی شده‌است، اما به تدریج راه خود را به‌سوی تورم عمومی بیشتر قیمت باز خواهد کرد، اختلاف نظرهای آشکار را باهم آشتی داده‌است. او استدلال می‌نماید که مگر این‌که اقتصاد چین به سرعت از اتکای آن به «وام آسان و پول ارزان» بازداشته شود، تورم در حال افزایش مقامات چینی را مجبور خواهد کرد تا نقدینگی را کاهش دهند که موجب افول سریع به‌سوی کسادی می‌شود.
کووانک همچنین منتقد میل فزاینده چین در اوایل بحران مالی برای ترویج مداخله فعال دولت و بنگاه‌های دولتی به قیمت باز نگهداشتن مداوم بازار و شرکت‌های خصوصی، بوده‌است – روالی که در یک عبارت چینی «گوو تین مین توی» (国进民退)، به معنی «دولت پیشروی و سکتور خصوصی عقب‌نشینی می‌کند» خلاصه شده‌است. در اکتبر ۲۰۱۰، کووانک نوشت که رهبران چینی باید تور جنوبی ۱۹۹۲ دنگ شیائوپینگ را دوباره اجراء کنند تا پس از یک دوره صرفه‌جویی مشابه، کشور را دوباره به اصلاحات بازار متعهد نمایند.

### رژیم ارز و نرخ تبدیل ارز چین
کووانک استدلال می‌نماید که این به نفع خود چین است تا به‌سوی یک نرخ منعطف‌تر مبادله ارز و یک رنمینبی قویتر حرکت کند. او باور دارد که این‌گونه یک حرکت می‌تواند از فشارهای تورمی بر اقتصاد چین بکاهد و قدرت خرید را تقویت نماید، در نتیجه استاندارد زندگی شهروندان عادی چین را افزایش داده و تنش‌ها با همکاران بازرگانی چین را کاهش دهد. با این حال، او به‌طور صریح با پل کروگمن مخالفت نموده و استدلال می‌نماید که تمرکز همه‌جانبه بر تغییردادن نرخ مبادله ارز به عنوان یک «گلوله نقره‌ای» [راه حل ساده و به ظاهر جادویی] نابجا است. او مدعی است که مجبور ساختن چین به تقویت ارز برخلاف میل این کشور، تنها چین را وادار خواهد کرد تا سکتور صادرات خود را با استفاده از راه‌های دیگری تقویت نماید که در این صورت احتمالاً منتج به تکرار توافق پلازا در ۱۹۸۵ خواهد شد (که طی آن ارزش ین ژاپنی دوبرابر شد، اما بنابر دلایل ساختاری کمابیش هیچ تأثیری روی ناهمترازی تجاری ایالات متحده-ژاپن نداشت). کووانک معتقد است که اصطلاحات در نرخ مبادله ارز تنها زمانی تأثیر مطلوب خواهد داشت که بخشی از یک استراتژی اقتصادی گسترده‌تر باشد، استراتژی که طی آن چین اصلاحات و باز کردن وسیع‌تر بازار را بپذیرد.

### نُه ملت چین
در نوامبر ۲۰۰۹، کووانک مقالهٔ تعاملی و مبتنی بر نقشه در نسخه آنلاین آتلانتیک تحت عنوان «نُه ملت چین» نوشت، او در این مقاله خود بیان داشت که چین را نمی‌توان به عنوان یک نهاد یک‌پارچه متشکل از ۱٫۳ میلیارد جمعیت پنداشت، بلکه نه منطقه مختلف که باهم پیوست هستند و هرکدام از آن‌ها دارای تاریخ، خصوصیت و متغییرات مجزای است که آینده آن‌ها را شکل می‌دهد. او همچنین اشاره نمود که اگر هر کدام از این مناطق در واقع یک کشور جداگانه می‌بوند، آن‌ها ۸ از ۲۰ پُرجمعیت‌ترین ملت‌های دنیا محسوب می‌شدند. کووانک می‌گوید که چارچوب وی به‌طور وسیعی از کتاب ۱۹۸۱ جول گاریاو، نُه ملت آمریکای شمالی، الهام گرفته‌است. کووانک تذکر داد که هرچند او متوجه شده‌است که قبلاً چندین دانشور مانند جی. ویلیام سکاینر نیز تقسیمات منطقه‌ای مشابهی را برای چین پیشنهاد نموده‌اند، اما چارچوب «نُه ملت» وی و مشخصات منطقه‌ای که این چارچوب بر آن‌ها استوار است، اصیل بوده و بر مبنای تجارب سرمایه‌گذاری خصوصی وی در چین و سفر به هرکدام از ۳۱ ولایت چین در ۲۵ سال گذشته‌است. کووانک پیشنهاد نموده‌است که «نُه ملت» می‌تواند یک چارچوب ارزش‌مند برای انجام پژوهش بازار، تحلیل اقتصادی و سایر کاربردهای عملی ارایه نماید.

### کرهٔ شمالی
کووانک یکی از تنها بیش از هزار شهروند آمریکایی است که اجازه سفر به کرهٔ شمالی را دریافت کرده‌است. نخستین سفر وی در اکتبر ۲۰۰۸، او را به پیونگ‌یانگ، کوه میوهیانگ و قسمت شمالی منطقه غیرنظامی کره کشاند. او در دومین سفر خود در ژوئیه ۲۰۱۰، به منطقه ویژه اقتصادی راجین-سون‌بانگ رفت، جای که در شمال-شرق‌ترین منطقه کشور و در نزدیکی خط آهن خاسان هم‌مرز با روسیه، واقع شده‌است. مصاحبه‌های با کووانک در مورد هر دو سفر وی صورت گرفته‌است و خود او نیز جزئیات تجربیات خود را به‌طور مفصل در وبلاگش نوشته‌است.